# Шуменска област
Шуменска област (буг. Област Шумен) се налази у североисточном делу Бугарске. Ова област заузима површину од 3.390,2 km² и има 250.198 становника. Административни центар Шуменске области је град Шумен.

## Списак насељених места у Шуменској области
Градови су подебљани

### Општина Венец
Борци,
Бојан,
Бујновица,
Венец,
Габрица,
Денница,
Дренци,
Изгрев,
Капитан Петко,
Осеновец,
Страхилица,
Черноглавци,
Јасенково

### Општина Врбица
Божурово,
Бјала Река,
Врбица,
Иваново,
Конево,
Крајгорци,
Кјолмен,
Ловец,
Маломир,
Менгишево,
Методиево,
Нова Бјала Река,
Стањанци,
Сушина,
Тушовица,
Чернооково

### Општина Хитрино
Бајково,
Близнаци,
Висока Пољана,
Врбак,
Хитрино,
Длажко,
Добри Војниково,
Единаковци,
Живково,
Звегор,
Иглика,
Калино,
Камењак,
Развигорово,
Сливак,
Становец,
Студеница,
Тервел,
Тимарево,
Трем,
Черна

### Општина Каолиново
Браничево,
Гусла,
Дојранци,
Долина,
Загориче,
Каолиново,
Климент,
Лиси Врх,
Лјатно,
Наум,
Омарчево,
Пристое,
Сини Вир,
Средковец,
Тодор Икономово,
Такач

### Општина Каспичан
Врбјане,
Златна Нива,
Каспичан,
Каспичан (село),
Косово,
Кјулевча,
Марково,
Могила,
Плиска

### Општина Никола Козлево
Векилски,
Валнари,
Каравелово,
Красен Дол,
Крива Река,
Никола Козлево,
Пет Могили,
Ружица,
Хрсово,
Цани Гинчево,
Црквица

### Општина Нови Пазар
Беджене,
Војвода,
Енево,
Жилино,
Зајчино Ореше,
Избул,
Мировци,
Нови Пазар,
Памукчии,
Писарево,
Правенци,
Преселка,
Сечиште,
Стан,
Стоян Михајловски,
Трница

### Општина Велики Преслав
Драгоево,
Златар,
Имренчево,
Кочово,
Миланово,
Мокреш,
Мостич,
Осмар,
Велики Преслав,
Суха Река,
Троица,
Хан Крум

### Општина Смјадово
Александрово,
Бјал брјаг,
Веселиново,
Желад,
Клново,
Ново Јанково,
Риш,
Смјадово,
Черни Врх,
Јанково

### Општина Шумен
Белокопитово,
Благово,
Васил Друмев,
Велино,
Ветриште,
Вехтово,
Градиште,
Дибич,
Друмево,
Ивански,
Илија Бласково,
Кладенец,
Костена Река,
Коњовец,
Лозево,
Мадара,
Мараш,
Новосел,
Овчарово,
Панајот Волово,
Радко Димитриево,
Салманово,
Средња,
Струино,
Царев Брод,
Черенча,
Шумен